# Carlo Della Corna
Carlo Della Corna (Monza, 17 luglio 1952 – 26 agosto 2018) è stato un allenatore di calcio e calciatore italiano, di ruolo portiere.
È morto nel 2018 all'età di 66 anni a seguito di un tumore.

## Carriera

### Giocatore
Dopo aver disputato alcuni campionati di Serie B e Serie C con le maglie di Chieti e Varese, esordì in Serie A con la maglia dei lombardi il 12 gennaio 1975 in Milan-Varese (4-0).
Rimase a Varese fino al 1977, quando ripartì dalla Serie C con la maglia dell'Udinese, con cui fu tra i protagonisti della doppia promozione che riportò i friulani in Serie A nel 1979, sotto la guida di Massimo Giacomini. Nella massima serie, dopo una prima stagione da riserva di Ernesto Galli, divenne titolare, fino a perdere definitivamente il posto nel 1981.
Da allora ricoprì esclusivamente il ruolo di portiere di riserva con le maglie di Perugia, Como e Pavia, dove disputò la Coppa Italia, salvo una parentesi in Promozione con la maglia dell'Erbese.
In carriera ha totalizzato complessivamente 48 presenze in Serie A e 100 presenze in Serie B.

### Allenatore
Nella stagione 1988-1989 è subentrato sulla panchina della Vogherese, nel campionato di Serie C2, venendo poi esonerato prima della fine del campionato. Nel campionato 1990-1991 ha allenato la Berretti del Fiorenzuola.
Nel settembre 2015 è diventato l'allenatore della categoria Allievi dell'Accademia Vittuone, dopo aver guidato Accademia Inter e Dindelli. Nella stagione 2016-2017 ha allenato gli Allievi dell'AC Roncalli Legnano. Nella stagione 2017-2018 ha allenato la juniores dell'ASD Busto 81.

## Palmarès

### Giocatore

#### Competizioni nazionali
- Campionato italiano di Serie B: 2

Varese: 1973-1974
Udinese: 1978-1979
- Campionato italiano Serie C: 1

Udinese: 1977-1978 (girone A)
- Coppa Italia Semiprofessionisti: 1

Udinese: 1977-1978

#### Competizioni internazionali
- Coppa Anglo-Italiana: 1

Udinese: 1978
- Coppa Mitropa: 1

Udinese: 1979-1980